# Geilo
Pronunciação

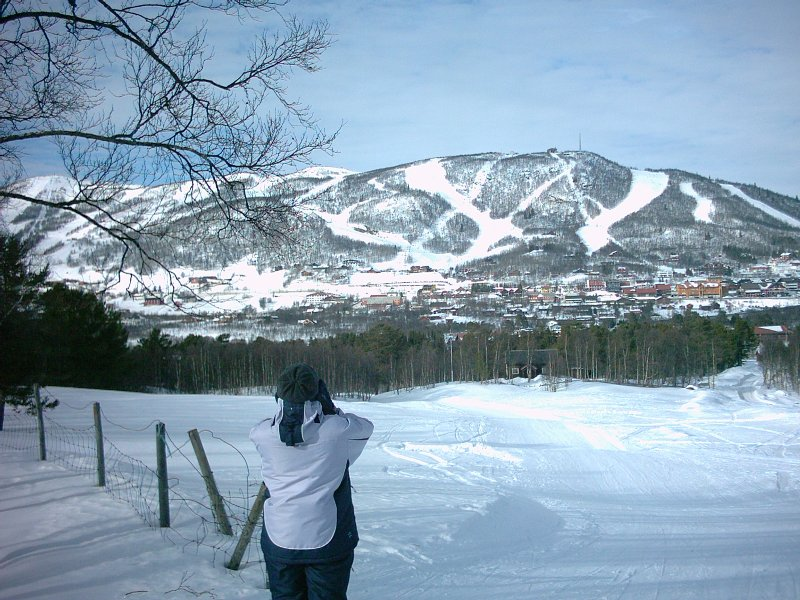
Geilo no Inverno.

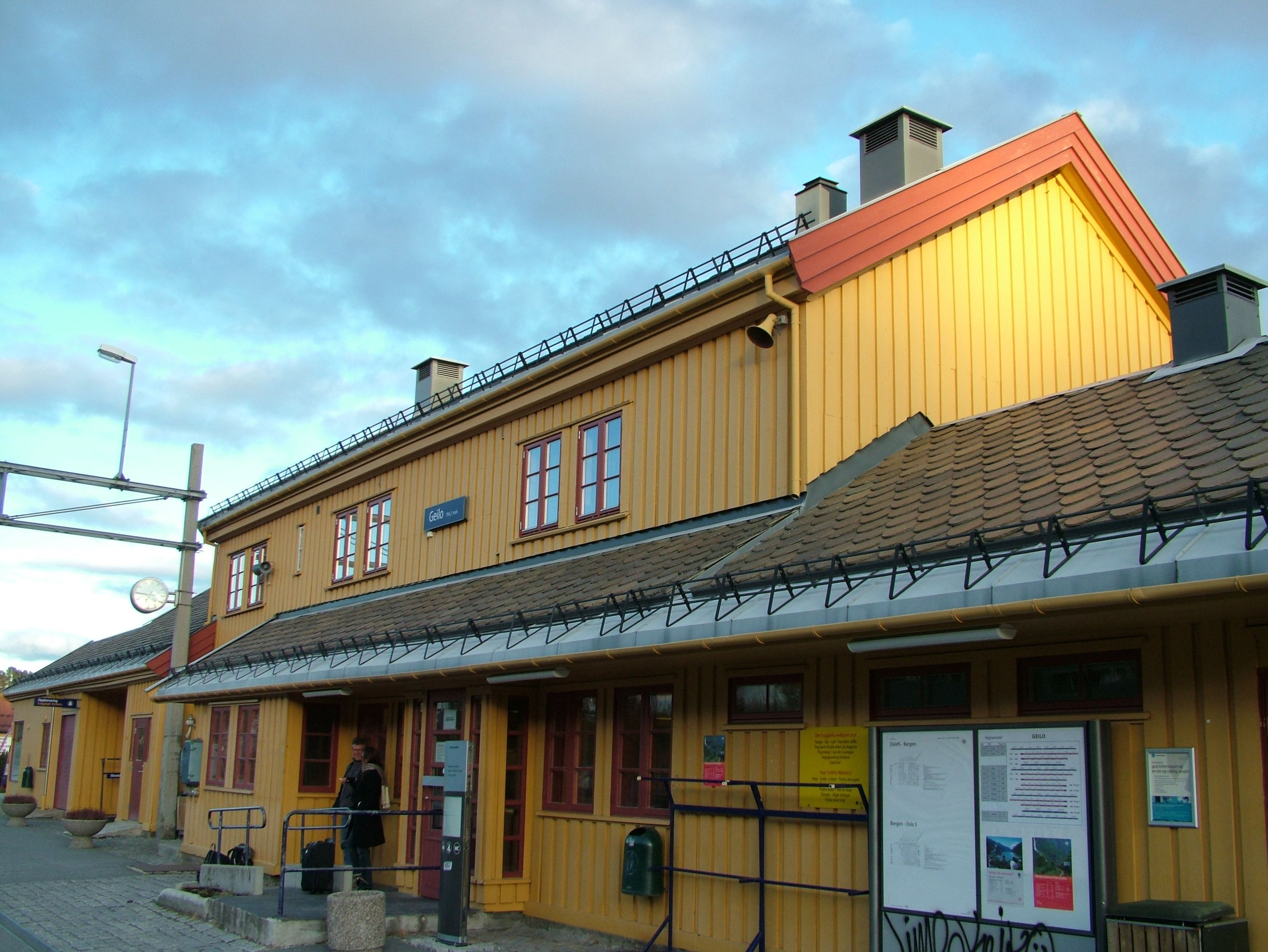
Estação ferroviária de Geilo.

Geilo é uma vila norueguesa, situada na comuna de Hol, no município de Buskerud, com cerca de 2.300 habitantes.
Geilo é principalmente uma estância de esqui, mas também oferece actividades de verão. Situa-se num vale com montanhas de ambos os lados. A baixa da povoação localiza-se a 800 metros acima do nível médio das águas do mar, sendo o seu ponto mais alto a 1178 metros. Encontra-se a 250 km de Oslo e a 260 km de Bergen.
A estação de Geilo da linha ferroviária de Bergen, Bergensbanen, foi inaugurada em 1907.
É um local turístico, com diversos hotéis e infraestruturas para desportos de Inverno. Possui ainda alguma indústria.
Os Jogos Paralímpicos de Inverno de 1980 foram realizados na cidade, bem como o campeonato do mundo de esqui alpino para jovens de 1991.
A rainha Sónia da Noruega obteve o seu certificado de instrutora de esqui em Geilo.

## História dos hotéis
Os primeiros hotéis construídos foram:
- Geilo Hotell, de O.T. Jeilo, em 1890
- Øyo Hotell, da Sra. Bang Olsen, em 1909
- Breifoss Hotell
- Ustedalen Hotel, da Sra. G. Jensen.

Após a abertura da estação de caminho de ferro, abriram mais dois grandes hotéis:
- Haugs Hotell, construído por Petter Haug
- Dr.Holms Hotel, construído pelo Dr. Holm.